# 18 février 1977
Le vendredi 18 février 1977 est le 49e jour de l'année 1977.

## Naissances
- Aminata Diouf, sprinteuse sénégalaise
- Antonio David Jiménez, athlète espagnol
- Chrissie Wellington, triathlète britannique
- Helgi Grétarsson, grand maître islandais du jeu d'échecs
- Ike Barinholtz, acteur américain
- Kátia da Silva, joueuse de football brésilienne
- Kristoffer Polaha, acteur américain
- Lászlo Nemes, Cinéaste hongrois
- Le Van Bo, architecte allemand
- Meredith Ostrom, actrice américaine
- Sandra Pereira, femme politique et linguiste portugaise
- Tiina Boman, triathlète finlandaise

## Décès
- Andy Devine (né le 7 octobre 1905), acteur américain
- Eitarō Shindō (né le 10 novembre 1899), acteur japonais
- Gustave Buchard (né le 17 février 1890), escrimeur français
- Henri Challan (né le 12 décembre 1910), compositeur français
- Ralph Graves (né le 23 janvier 1900), cinéaste américain
- Ron Jarden (né le 14 décembre 1929), joueur de rugby

## Événements
- Découverte des astéroïdes (10008) Raisanyo, (10453) Banzan, (11254) Konkohekisui, (11255) Fujiiekio, (14314) Tokigawa, (18290) Sumiyoshi, (18291) Wani, (19083) Mizuki, (2330) Ontake, (26794) Yukioniimi, (2924) Mitake-mura, (2960) Ohtaki, (3249) Musashino, (3391) Sinon, (34995) Dainihonshi, (34996) Mitokoumon, (3607) Naniwa, (4186) Tamashima, (4812) Hakuhou, (4963) Kanroku, (5017) Tenchi, (5082) Nihonsyoki, (7104) Manyousyu, (7105) Yousyozan, (7627) Wakenokiyomaro, (8133) Takanochoei, (9147) Kourakuen et (9719) Yakage
- Création du service public belge : Belgischer Rundfunk
- Sortie de l'album Damned Damned Damned du groupe de rock britannique The Damned